# Generał porucznik służby intendenckiej

Pagon na mundurze paradnym

Generał porucznik służby intendenckiej (ros. Генерал-лейтенант интендантской службы) – stopień wojskowy w korpusie wyższych oficerów służby intendentury w Siłach Zbrojnych ZSRR w latach 1940 - 1984; wyższy od stopnia generała majora służby intendenckiej, niższy zaś od generała pułkownika służby intendenckiej.